# Natalio Hualde
Natalio Hualde Landa (Pamplona, 1873-Madrid, febrero de 1951) fue un pintor español. Pertenece a la generación de pintores navarros nacidos en la segunda mitad del siglo XIX, como Inocencio García Asarta, Enrique Zubiri, Andrés Larraga o Javier Ciga.

## Biografía

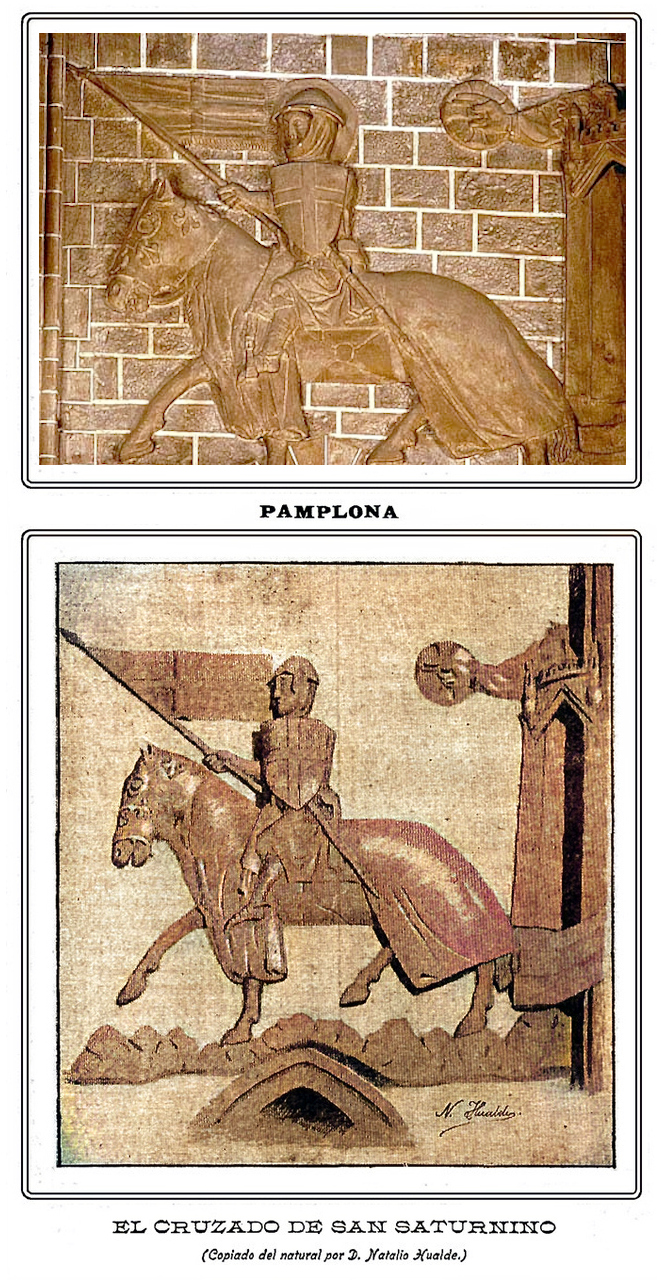
El cruzado de San Saturnino. Contraste entre el relieve y la acuarela del pintor Natalio Hualde publicada por La Avalancha: revista ilustrada. Año 13, n. 306 (7 de diciembre de 1907)

Hijo del conserje del Ayuntamiento de Pamplona, Francisco Hualde, sus apellidos indican una posible ascendencia roncalesa. Su padre, enviudado reiteradamente, se casó hasta en tres ocasiones.
Descubrió a una temprana edad su vocación artística lo que le encaminó a estudiar en la Escuela de Artes y Oficios de Pamplona, lugar habitual de formación de la mayor parte de los artistas navarros de la época. Con catorce años, en el curso 1886-1887, figura matriculado en dicho centro teniendo a Enrique Zubiri o los hermanos Lipúzcoa también matriculados en el mismo curso. Entre 1874 y 1895 Eduardo Carceller era profesor de la escuela y maestro de todos estos futuros artistas.
En la década de 1890, con veinte años, «el nombre de Natalio Hualde comienza a hacerse un hueco en el panorama artístico navarro». El año 1891 participó en la exposición de las Fiestas de San Fermín. En el verano de 1893 aspiró, sin éxito, a la pensión económica que daba la Diputación Foral de Navarra para cursar estudios de pintura, con Enrique Zubiri, Francisco Sánchez Marco (padre de Emilio Sánchez Cayuela, Gutxi) y el tudelano Nicolás Esparza que finalmente saldría beneficiado con ella. Lograr tal pensión le habría facilitado poder estudiar en la Real Academia de Bellas Artes de San Fernando.
En abril de 1894 abrió una academia de pintura y dibujo en Pamplona, concretamente en la calle Chapitela. Este centro de enseñanza se mantuvo abierto, en diferentes ubicaciones de la ciudad, durante cerca de veinte años. En esos años no dejó de trabajar la pintura.
Poco tiempo después, en 1915, Hualde abandona la capital navarra para instalarse en Madrid, en donde vería más posibilidades de mercado artístico. Su periplo vital le había marcado otros derroteros distintos. Dedicó esa segunda parte de su vida, desde 1915, a copiar obras del Museo del Prado para otros museos, embajadas y, muy especialmente, para el mercado americano. Esa fue la salida que terminó por buscarse Natalio Hualde como medio económico para poder vivir del arte. En esa faceta de copista logró un cierto renombre, manteniendo durante años un mercado amplio y seguro. El pintor falleció, en su domicilio madrileño, en febrero de 1951.
Natalio Hualde contrajo dos veces matrimonio, con Dolores Ilundáin y con Josefina Piñal y Soler, pintora, no teniendo hijos.

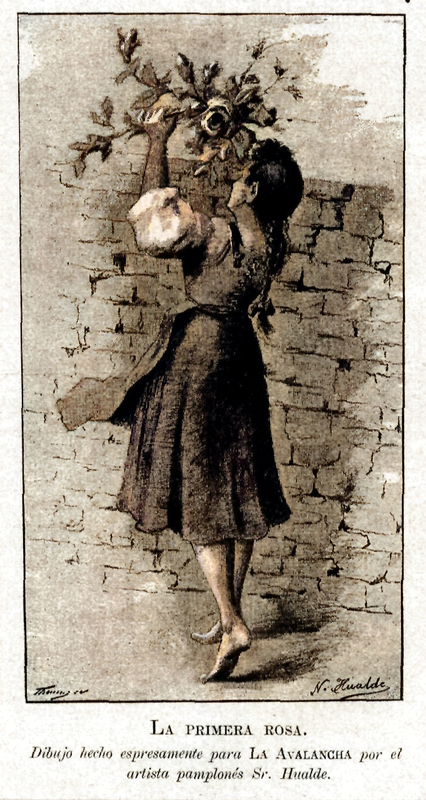
La primera rosa

## Obras
Se puede clasificar su trabajo en dos etapas diferentes:

### Etapa pamplonesa
Aproximadamente entre 1890 y 1915. El hecho de haber vivido fuera de Navarra una época notable de su vida ha complicado la labor de catalogación y estudio de su obra con más profundidad. Reseñar un par de obras, paisajes, realizados en esta etapa:
- “Puente de la Rochapea”, ca. 1895, figura en la pinacoteca del Ayuntamiento de Pamplona. Representa una vista del conocido puente pamplonés, con las lavanderas en sus orillas y, al fondo, las murallas de la zona del actual Portal Nuevo y la Taconera.
- “La siega”, ca. 1900, representa dicha escena campesina tal como se hacía tradicionalmente en cualquier localidad de Navarra. En el centro de la composición se representa un carro tirado por bueyes, dentro del cual se recogen las hierbas de cara a su traslado. Parece heredero del realismo y del naturalismo, al estilo de Jean-François Millet o Jules Breton.

### Etapa madrileña
Entre 1915 y 1950. De este momento se tienen localizadas un número menor de obras. A reseñar de esta etapa tres obras:
- Un tema floral, copia de una obra del pintor Juan de Arellano.
- “Retrato de Sacristán”, de 1940. Se trata de un óleo presentado en la exposición de artistas navarros, celebrada en la ciudad de Pamplona en 1940, una imagen seria de un personaje masculino, sobre un fondo neutro oscuro. Es una obra en tonos claramente realistas, heredera de la tradición retratística del barroco español.
- “Virgen con niño”, de 1942, es copia de Murillo, resulta la típica imagen murillesca, repetida hasta la saciedad en el arte español.